# Международный фонд Ильяса Эфендиева
Международный Фонд Ильяса Эфендиева (англ. Ilyas Afandiyev international foundation) — международная неправительственная организация, учреждена в 2005 году в Азербайджане. Осуществляет благотворительную деятельность. Председателем фонда является Турал Эфендиев.

## История Фонда
Международный Фонд Ильяса Эфендиева был учреждён в 2005 году с целью сохранения, изучения и популяризации творческого наследия азербайджанского писателя Ильяса Эфендиева. Вместе с тем, со дня основания Фонд осуществляет благотворительную деятельность, направленную на поддержку развития культуры, искусства и тем самым участвует в общественной и культурной жизни Азербайджана. В 2011 году Фонд получил статус «международная неправительственная организация».
Фондом подготовлен ряд важных проектов, которые охватывают проблемы детей, подростков и молодежи, улучшение их юридического и социального положений, развитие институтов гражданского общества, свободы слова и демократических преобразований в стране. Фонд периодически проводит благотворительные акции и мероприятия в детских домах и интернатах. В проведение мероприятий привлекаются средства доноров и партнеров Фонда. Мероприятия охватывают не только столичный, но и другие регионы Азербайджана. Под эгидой фонда в частности созданы Учебный центр по изучению иностранных языков и Центр японской культуры «Томодачи».
Фонд выступил с инициативой проведения в Азербайджане Международного форума неправительственных организаций с участием представителей НПО разных стран, посвященного проблемам, с которыми сталкиваются НПО, а также проблемам глобализации, экологии, борьбы с наркотрафиком и другим жизненно важным проблемам.

## Миссия Фонда
В соответствии с «Целями развития тысячелетия», объявленными на Саммите ООН 2000 года, Международный Фонд Ильяса Эфендиева уделяет особое внимание проблемам обеспечения устойчивого развития общества по следующим направлениям:
- мир, безопасность, международное и региональное сотрудничество
- культура, образование и наука
- народное здравоохранение и социальное обеспечение
- демократизация общества
- правосудие и права человека
- экономическое развитие и инфраструктура страны
- улучшение жизни людей в маргинальных общностях

Для достижения этих целей Международный Фонд Ильяса Эфендиева проводит в жизнь целевые проекты, направленные на реализацию принципов устойчивого развития народов в странах Европы, Кавказа, Азии, мусульманского мира, участвует в решении их гуманитарных проблем в образовании, культуре, здравоохранении, социальной и других сферах.
Основными инструментами осуществления Миссии Фонда являются:
- активный диалог с авторитетными государственными, политическими и общественными деятелями в различных странах мира, представителями бизнеса, для достижения поддержки Миссии Фонда
- активное сотрудничество с неправительственными общественными организациями в различных странах мира, реализация международных партнерских программ, конструктивных миротворческих инициатив
- реализация на международном, региональном и локальном уровнях (на основе предоставления грантов) ряда целевых программ Фонда: образовательных, культурных, социально-гуманитарных, по развитию гражданского общества, экономической модернизации и др.

## Проекты
Проект «С улиц в семьи»
Международный Фонд Ильяса Эфендиева в рамках сотрудничества с американской корпорацией Boeing, реализовал проект «С улиц в семьи», направленный на социально-гуманитарную и психологическую помощь детям-сиротам и детям, не имеющих постоянных мест проживания. Цель проекта — институциональный и концептуальный подход к проблеме, привлечение внимания общественности и психосоциальная реабилитация бенефициариев проекта.
В рамках проекта была проведена как общественно полезная, так и культурно-просветительская работа не только с детьми-сиротами и детьми с улиц, но и с представителями социально активной молодежи, нацеленной на оказание продолжительной и соответствующей помощи подобным детям. В этой связи были организованы семинары, тренинги и другие подобные мероприятия открытого формата. В рамках проекта также были проведены праздничные мероприятия, в котором принимали участие и дети-сироты, и дети с улиц, и дети, болеющие разного рода генетическими и неизлечимыми болезнями.
В рамках данного проекта была продолжена работа по сотрудничеству с институтами гражданского общества, государственными структурами в лице Государственного комитета по проблемам семьи, женщин и детей, соответствующими коммерческими и некоммерческими организациями. Фонд в процессе реализации проекта постоянно пользуется как внутренней материально-технической базой и человеческими ресурсами, так и поддержкой членов Фонда. Время от времени руководство Фонда и ответственные за проект лица выступали в прессе о проделанной работе, прогнозах и перспективах реализуемого проекта.
В конце 2012 года, когда Фонд примет участие в конкурсе на получение очередного гранта от корпорации Boeing, Фонд намерен продолжить реализацию данного проекта в ещё большем объёме и достичь ещё лучших результатов.
Крупномасштабные международные проекты:
1. Устойчивое социально-гуманитарное развитие Украины: Имидж XXI века.
В данном крупномасштабном Проекте «Международный Фонд Ильяса Эфендиева на Украине» ставит своей основной целью оказать содействие государственным органам и структурам гражданского общества в решении проблем в образовании, культуре, здравоохранении, социальной и других социально-гуманитарных сферах республики, и тем самым в создании высокого современного социально-гуманитарного имиджа Украины в XXI веке.
ОСНОВНЫЕ НАПРАВЛЕНИЯ ПРОЕКТА:
По нашему убеждению, четырьмя основными колоннами — направлениями современного социально-гуманитарного имиджа Украины в XXI веке, будут:
ОБРАЗОВАНИЕ
ЗДРАВООХРАНЕНИЕ
ЭКОЛОГИЯ
СОЦИАЛЬНАЯ ПОДДЕРЖКА
В соответствии с указанными направлениями «Международный Фонд Ильяса Эфендиева на Украине» разработал и намерен реализовать 4 долгосрочные Целевые Программы социально-гуманитарного развития Украины, реализация которых предполагается осуществить в течение 5 лет.
2. Социально-гуманитарное развитие Сербии: Имидж XXI века.:
В соответствии с миссией Международного Фонда Ильяса Эфендиева, этот масштабной Проект направлен на содействие органам государственной власти и структурам гражданского общества Сербии в реализации национальной стратегии по решению проблем беженцев, проблем в сфере образования, здравоохранения, социальной и других гуманитарных областях республики, способствуя тем самым созданию современного гуманитарного образа Сербии в XXI веке.
Проект «Реконструкции в детском кардиоревматологическом санатории в поселке Локбатан (Баку)».
В рамках проекта в санатории были проведены соответствующие работы по ремонту, озеленению и восстановлению мест отдыха и проведения свободного времени для лечащихся детей.
Проект «Исследований в области защиты прав детей, лишенных родительской опеки и проживающих в детских домах и интернатах Баку и Апшеронского полуострова».
В рамках проекта был проведен основательный мониторинг и соответствующие тренинги в интернатах и детских домах, с целью выявления ситуации в области прав детей и их социальной защиты
Проект Социально-Юридического Центра Реабилитации для бездомных детей и детей, лишившихся родительской опеки.
Проект, осуществляемый Фондом при поддержке американской компании Boeing, стал одним из социально значимых проектом в общественном секторе. В рамках проекта был проведен соответствующий мониторинг в исследуемой сфере, проведены тренинги для бенефициариев, открыта горячая линия, был организован ряд массовых мероприятий, направленных на социальную, юридическую и гуманитарную поддержку бездомных детей, детей с улиц и детей, лишенных родительской опеки, содержащихся в детских домах и интернатах.

## Международное сотрудничество
Фонд налаживает отношения со многими государственными и неправительственными организациями европейских государств, с целью пропаганды и распространения культуры и искусства Азербайджана. В рамках реализации проектов были установлены партнерские отношения со следующими международными и донорскими организациями:
- Фонд Помощи «Институт Открытое Общество» (англ. Open Society Institute)
- ЮНИСЕФ
- Организация Государственного департамента США UMCOR
- The Boeing Company[4]
- Norwegian Humanitarian Enterprise
- Save the Children
- Детский городок SOS
- Фонд Евразия

Фонд стал членом следующих международных организаций CRİN (Child Rights Information Network) и WANGO. Также партнерами Международного Фонда Ильяса Эфендиева являются:
- Министерство культуры и туризма Азербайджана
- Государственный Комитет по Делам Семьи, Женщин и Детей Азербайджана
- Национальная Академия Наук Азербайджана
- Азербайджанский государственный университет культуры и искусств
- Бакинский славянский университет
- Азербайджанский технический университет
- Бакинская музыкальная академия
- Азербайджанская Национальная Музыкальная Консерватория
- Союз художников Азербайджана
- Союз Писателей Азербайджана
- Союз Театральных Деятелей Азербайджана
- Академический Национальный Государственный Драматический Театр
- Государственная Страховая Компания Азербайджана
- Компания «Caspian-Fish»
- Национальная Авиакомпания «АЗАЛ»( (рус.)Азербайджанские авиалинии)
- Компания AB Standard
- Газета «Литература»
- Газета «Зеркало»
- 525-я газета

## Международная премия Ильяса Эфендиева
В 2006 году Правление Фонда Ильяса Эфендиева учредило первую в стране «Международную Премию Ильяса Эфендиева». Премия присуждается выдающимся личностям, государственным и общественным деятелям в стране и за границей в разных номинациях: за вклад в культуру, искусство, развитие науки и образования, сохранение национальных как материальных, так и духовных ценностей, за благотворительную деятельность, за поддержку мира, за демократические преобразования в разных странах и т. д.
«Международная Премия Ильяса Эфендиева» присуждается Премиальной Комиссией, в которую входят видные деятели культуры и искусства, писатели, ректора университетов и депутаты Парламента. Премия состоит из специально изготовленной статуэтки и диплома.

### Лауреаты Международной премии Ильяса Эфендиева
- Президент Литовской Республики Валдас Адамкус[6][7]
- Депутат Парламента Азербайджанской Республики, Посол Доброй Воли ЮНЕСКО и ИСЭСКО, Президент Фонда Гейдара Алиева Мехрибан ханум Алиева[6]
- Президент Венгерского Телевидения «Дуна ТВ» Ласло Челеньи[6]
- Ректор Московского Гуманитарного Университета, профессор Игорь Ильинский[8][9]
- Президент Финляндии Тарья Халонен[8]
- Директор института Soft Computing (США), профессор Лотфи Заде[8]
- Член Национального Союза писателей Украины Валентин Ципко[8]
- Президент Республики Болгария Георгий Пырванов[10][11]
- Премьер-министр Турции Реджеп Тайип Эрдоган[10]
- Президент Республики Словении Данило Тюрк[12]
- Президент Сербии Борис Тадич
- Президент Черногории Филип Вуянович[13]
- Президент Хорватии Иво Йосипович